# عمر براون (لاعب كرة قدم)
عمر براون (بالإسبانية: Omar Browne) هو لاعب كرة قدم بنمي، ولد في 3 مايو 1994 في بنما في بنما. لعب مع إمباكت مونتريال وبلازا أمادور.

## وصلات خارجية
- عمر براون على موقع الدوري الأمريكي (الإنجليزية)
- عمر براون على موقع قاعدة بيانات كرة القدم.إي يو (الإنجليزية)
- عمر براون على موقع ناشيونال فوتبول تيمز (الإنجليزية)
- عمر براون على موقع Soccerway.com (الإنجليزية)
- عمر براون على موقع عالم كرة القدم.نت (الإنجليزية)